# 弗丽达·莫努姆
弗丽达·莱昂哈尔森·莫努姆（挪威語：Frida Leonhardsen Maanum；1999年7月16日—），挪威女子职业足球运动员，司职中场或后卫，目前效力于阿森纳女子足球俱乐部和挪威国家女子足球队。她曾代表挪威参加2022年欧洲女子足球锦标赛和2023年国际足联女子世界杯等多场国际赛事。

## 榮譽
兵工廠
- 歐洲女子冠軍聯賽冠軍：2024–25[4]
- 英格蘭女子聯賽盃（英语：FA Women's League Cup）冠軍：2022–23、2023–24（英语：2023–24 FA Women's League Cup）[5]